# Piona uncata
Piona uncata är en kvalsterart som först beskrevs av Koenike 1888.  Piona uncata ingår i släktet Piona och familjen Pionidae. Inga underarter finns listade i Catalogue of Life.